# 本多銓子
本多 銓子（ほんだ せんこ、1864年2月18日〈元治元年1月11日〉 - 1921年〈大正10年〉12月25日）は、日本の医師。日本で4人目の公認女医であり、日本の女医の率先者の1人とされる。父は幕末の幕臣である本多晋（本多敏三郎）、夫は林学者の本多静六、伯母（父・敏三郎の姉）はキリスト教伝道者の出口せい。別名は「本田せん子」「本田セン子」「本田セン」。

## 生涯

### 少女期 - 学生時代
1864年（元治元年）1月、江戸で、本多晋の長女として誕生した。幼少時より卓越した頭脳の持ち主であった。
1871年（明治4年）、日本で最初の女学校である東京女学校（現・お茶の水女子大学附属高等学校）に入学した。昭憲皇太后（明治天皇の皇后）が1873年（明治6年）に同校を訪れ、優秀な生徒が直接お目通りを許可された際には、首席として銓子の名前がある。当時の高名な書家である佐瀬得所から書の教えも受けていた。
父が欧米出張の折には、伯母の出口せいが設立に携わった築地居留地の女学校の寄宿舎に預けられていたことで、早くから高い英語力を身に着けていた。伯母を介して、アメリカ人宣教師であるメアリー・トゥルーからも英語の教えを受けていた。14歳のときには、外交官である河瀬真孝子爵婦人の通訳を務めるほどであった。またキリスト教伝道者である伯母の影響でキリスト教を信仰するようになり、1876年（明治9年）頃に受洗してキリスト教徒となった。

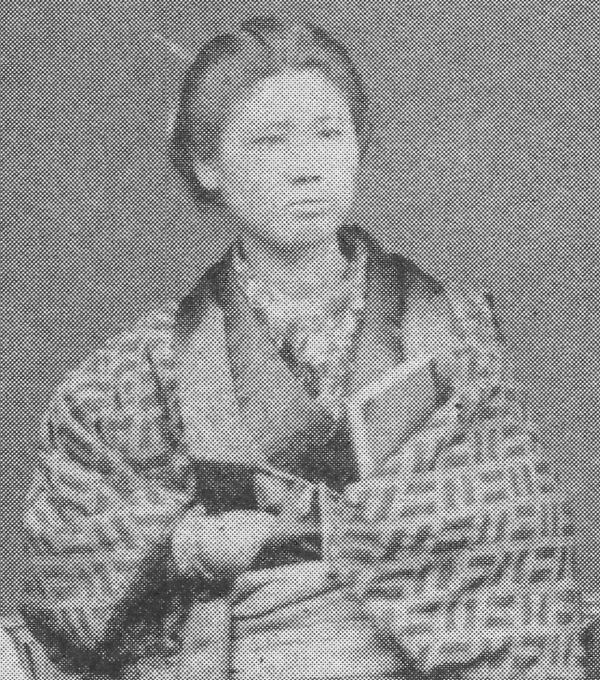
成医会講習所時代（1881年12月）

1881年（明治14年）に、後の海軍軍医である高木兼寛の発意で開設された成医会講習所（東京慈恵会医科大学の前身）に入学した。高木兼寛が、日本の女子が近代医学を習得可能かを試すために、東京女学校出身の銓子ら2人を選抜したのである。
明治時代には、女性が医師になることは困難であった。成医会講習所でも女子の生徒は、高木の斡旋による銓子ら2人のみであった。骨格標本を扱おうにも、男生徒ばかりが使っていたため、銓子は夜になると密かに提灯を持って墓地を訪れて、実物の骨を拾い集めて標本代りにした。
また銓子は女医の公許を求めて、医師の戸塚文海や高木兼寛を通じて内務省へ働きかけも行なった。銓子や高橋瑞子や生沢クノらのこうした動きに応じて、1884年（明治17年）、女子の医術開業試験の受験が正式に認められるに至った。
銓子はこうした熱心な勉強や多くの働きの末に、1888年（明治21年）に試験に合格して、日本で4人目の公認女医となった。

### 結婚後
1889年（明治22年）に、折原静六と結婚した。折原静六は本多家を継ぐための婿養子として本多姓に改姓し、銓子は改姓していない。
銓子は東京市の新堀町（現・東京都港区芝）で、静六との新婚生活を営んだ。その一方で、東京慈恵病院（現・東京慈恵会医科大学附属病院）で岡見京の産婦人科助手と、看護婦を目指す女学生たちの講義、横浜のフェリス・セミナー（現・フェリス女学院）で生理学や衛生学の講義を行なった。これらの医業は、高木兼寛からの恩義に報いたものと見られている。
医業の傍らで、静六の妻としての献身ぶりは、大変なものであった。本多家は幕末の幕臣・本多晋を父に持つだけあり、新婚当時は家事を手伝う使用人がいたが、銓子は常に仕事から早く帰っては、豪華な夕食を作り、静六の帰りを待っていた。
また、静六は当時はまだ学生であり、卒業論文に取り組むにあたっては、銓子はすでに第一子を妊娠した身でありながら、原稿の清書、英語の参考書の翻訳で協力した。特に英語力は静六よりはるかに優れ、静六の卒業に助手として大きく貢献した。
静六が1890年（明治23年）にドイツへ渡ると、銓子は新堀町の自宅に診療所を開業した。一方で、ドイツの静六宛てに定期的に日誌を郵送し、愛娘の成長ぶりを写真で伝えることで、静六を喜ばせた。
1892年（明治25年）に静六が帰国すると、東京駒場の帝国大学農科大学の官舎に移った。静六のドイツ留学中に、本多家が資産のほとんどを出資していた銀行家が突如として破産したことで、静六の帰国後は楽とは言えない生活を強いられていたが、銓子は食費など節約に努め、食事は飯にゴマ塩をかけるだけで凌ぐなど、生活をやりくりした。もっともこのために、次女の早逝という悲劇にも見舞われることとなった。
その後も医業を続けたいとの思いが強かったことで、同1892年10月、赤坂新坂町（現・東京都港区赤坂）に、新たに婦人科・小児科の診療所をもうけ、毎日人力車で往復した。しかし、静六の社会的地位の向上に伴って主婦としての時間が多くなったことや、子供が増えて育児の時間が増えたことで、医業の継続が次第に困難となった。先述の次女の死去による衝撃もあり、1897年（明治30年）に診療所を閉じて、医師を廃業した。子供たちの成人後には医師を再開するつもりだったともいわれるが、その夢は生涯、叶うことはなかった。
その後は静六を研究活動に専念させるために、育児や家事一切を引き受けた。さらには母、妻としての務めならず、毎晩子供を寝かしつけた後には、静六の助手として原稿の浄書、講義録の整理、英文の翻訳、手紙の代筆まで引き受けていた。

### 晩年
1907年（明治40年）より慢性腎臓病を患った。1920年代頃には、自身が医師であるだけに、すでに回復は絶望的であることを自覚していた。
さらに運悪く、1921年（大正10年）9月、父の本多晋が胃癌と判明し、療養に入った。医師である上に実子である銓子は、自らも病身でありながら看病にあたり、それがもとで同1921年12月20日、脳溢血に倒れた。
竹内茂代は銓子の後輩にして本多家のかかりつけ医であり、この報せを聞いて銓子のもとへ駆けつけ、自身の医院を臨時休業にした上で、5日間にわたって不眠不休で治療にあたった。しかしその甲斐もなく、銓子は同1921年12月25日、57歳で死去した。キリスト教徒として、奇しくもクリスマスの最期であった。墓碑は東京の青山霊園にあり、墓石には「女醫 静六妻」と彫られている。

## 没後
竹内茂代が東京女子医学専門学校（現・東京女子医学大学）の第一期卒業生であることから、銓子は同校に奨学金を設立したいとの遺言を遺していた。静六はその遺言、そして銓子の治療に懸命にあたってくれた竹内茂代への感謝の意思として、同校に額面1000円の帝国国債を寄付した。さらに利子の半額以下を運用することで、後進の女医育成のための「本多銓子奨学金」を創設を求めた。
ただし令和期以降の東京女子医科大学には、本多銓子奨学金は引き継がれていない。これは、戦後のハイパーインフレーションの影響によって、国債の資産価値が暴落したこととも推察されている。

## 人物

### 同情心
銓子は敬虔なキリスト教徒のために、厚い同情心の持ち主であった。困っている人々には惜しげもなく金品を与え、転地療養なども引き受けていた。本多家を訪れる人々は皆、銓子を信頼を寄せていた。銓子の世話になった後に博士となった人物は、10人を超えるともいわれる。
旧幕臣である本多家にとって、徳川家康を祀る日光東照宮が特別な場所であることから、静六は銓子のために日光への旅行代へ渡していたが、その金も転地療養を要する苦学生のために用立ててしまい、自身はついに日光へ行く機会が無かった。
着物も困っている人々に与えたため、家の箪笥は常に空であった。脳溢血で倒れたときにも、治療にあたった竹内茂代が衣服を着替えさせようにも、差し支えてしまうほどだった。

### 本多静六の妻、本多家の母として

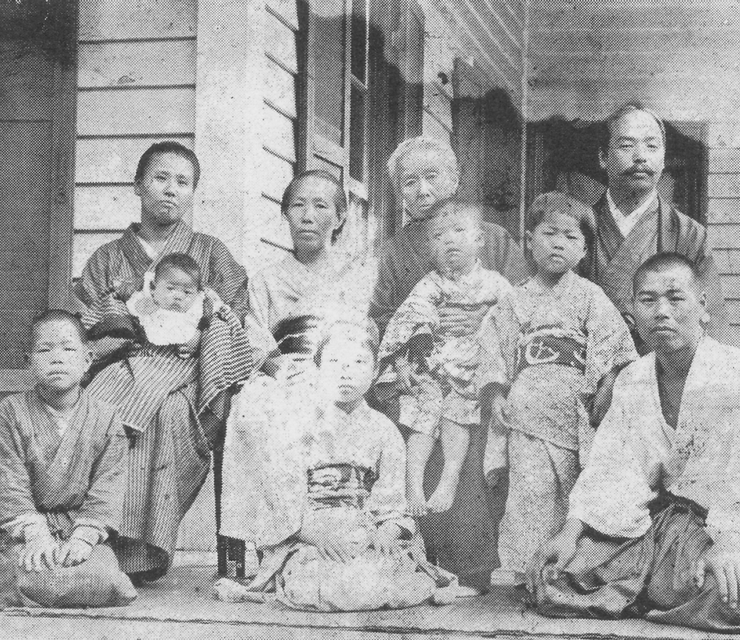
医師廃業後の1901年頃の家族写真。後列左端が本多銓子、右端が本多静六。

銓子が家庭内の平和を保つために考案したアイディアの一つに「ジャン憲法」がある。家族間で意見の不一致があると、2度までは互いの意見を主張し合うが、それでも意見が一致しないときに、じゃんけんで決着をつけるというものである。銓子の考案したこのユニークなアイディアにより、家庭内は常に笑顔が絶えず、円満が保たれていた。
銓子が細かくつけた家計簿は、静六の蓄財の上でも大きく貢献した。静六の大学の同僚教授たちが、彼の蓄財が不正によるものではないかと疑った際に、静六が何冊もの家計簿を見せたところ、その教授たちは納得したばかりか、自分の妻を連れてきて、「倹約を勉強させてほしい」と頼み込んだとの逸話もある。
銓子が医師の道を捨ててまで静六に尽くしたことから、その銓子を喪った静六の悲しみは大変なものであった。後年には「妻の存在なしには現在の自分はあり得なかったかもしれない」と語っていた。また1922年（大正11年）には、静六は雑誌「婦人の友」に「天陽学人」の名で「大西洋上亡き妻の百ケ日にあひて 旧き女を偲びて新しき女に告ぐ」と題した回想を寄せ、銓子の生き方について「『旧き女』の典型であったが、『新しき女』と比べてむしろ幸福だったのではないか」と述べた。
銓子の長男は1936年（昭和11年）に、日本女医会の依頼による「女医本多銓子の思い出」と題した回想文の中で、「母は真に日本婦人の典型で、どのような人からも穏やかで素直な賢い婦人と称賛される愛情深い母親であった」と綴った。
こうした銓子の献身は、静六が本多の家名を継いでくれたことから、銓子が「妻として献身的に尽くすこと当然の責務」と考えていたことに加えて、当時は個人よりも家を重視し、女性の社会的進出に無理解な封建時代の風潮がまだ強く残っていたものとも見られている。

### 交友関係
銓子が医師を廃業後にを託した医師が、竹内茂代である。竹内茂代（旧姓は井出茂代）は父が本多晋と懇意であり、上京して東京女医学校に入学して間もなく、銓子に逢いに行ったとの経緯があった。
竹内茂代が同行の第一回卒業として、医師開業試験に合格して女医となったものの、当時は女医に対する強い偏見のある時代であった。茂代が東京女医学校から独立して開業すると、銓子は「自分の分までがんばってほしい」と、多額の祝い金を送って資金面で協力し、さらに患者を紹介するなど世話を焼いた。このために茂代の医院は毎日のように、患者で賑わっていた。茂代の結婚式には、銓子は夫の静六と共に出席しており、この時の集合写真が銓子の遺影に用いられた。
先述のように、銓子の後進の女医育成との遺志であった東京女子医学専門学校奨学金は、令和期以降の東京女子医科大学には、本多銓子奨学金は引き継がれていないが、その一方で竹内茂代は、銓子の死から12年を経て医学博士号を取得、さらに婦人参政権運動に参加し、戦後は女性代議士として女性の地位向上に尽力したことから、銓子の意思は後進の者たちにも力強く引き継がれたものとも見られている。

## 評価
新婚当時の銓子の講義は、令和期であれば一流大学医学部の教授にも等しいものである。本多静六記念館（埼玉県久喜市）に所蔵されている銓子の蔵書類には、医学の専門書が大量に並んでおり、医学者としての優秀さを窺い知ることができる。
開業後は、「本多静六博士をする顕彰会」発行の「本多静六通信」24号によれば、銓子の医師としての評判は非常に良く、医院の門前に患者の行列ができたとある。当時の新聞にも、銓子は薬の代金を上・中・下の三等分に分けて、患者の財産状況応じておさめさせており、往診の際には遠距離・近距離に関係なく交通費を受け取らず、貧困者には広く治療を施したことが報じられている。評判が評判を呼んだことで、一時は明治天皇の第6皇女子である恒久王妃昌子内親王の侍医も務めたほどであった。
銓子の廃業後の1896年（明治29年）の報知新聞の記事「女医の現況」には、当時の女医である高橋瑞子や岡見京と共に銓子のことが「本田せん子」の名で挙げられており、医師を廃業したことについて「某山林学士に嫁し妊娠して御殿を下りたる後は其の業を廃したりと云ふ」とある。静六のことを「某山林学士」とする表記に少なからず悪意が感じられるとして、「昌子内親王の侍医も務めたほどの銓子に医師として復帰してもらいたい」とする記者の願望が現れた記事だとする意見もある。